# 朱莉·索马斯
朱莉·索马斯（英語：Julie Sommars，1940年4月15日—），女，美国演员。曾获得金球奖音乐喜剧类剧集最佳女主角。